# Лінія (Саудівська Аравія)
Лінія (араб. ذا لاين) — лінійне майбутнє «розумне» місто, що будується в Саудівській Аравії в Неомі, провінція Табук, і в якому не буде автомобілів, вулиць і викидів вуглецю. Місто завдовжки 170 кілометрів (110 миль) є частиною проекту Saudi Vision 2030, який, як стверджує Саудівська Аравія, створить близько 460000 робочих місць і додасть приблизно 48 мільярдів доларів до ВВП країни. Лінія є першою з етапів розробки проєкту Неомі вартістю у $500 млрд. За планом, у місті зможе проживати близько 9 млн населення. У жовтні 2022 року по всій довжині проєкту було розпочато земляні роботи. Проект зіткнувся з критикою через його вплив на довкілля та нинішнє населення району, а також сумніви щодо його технологічної та економічної життєздатності.

## Архітектура
Згідно з планом, місто буде завдовжки 170 км, від Червоного моря приблизно до міста Табук. Завширшки Лінія матиме 200 м, а заввишки 500 м. Основу міста складатимуть дві дзеркальні стіни, між якими будуть розташовані інші споруди.
План передбачає, що місто повністю живиметься відновлюваною енергією й не матиме автомобілів. Штучний інтелект стежитиме за містом і використовуватиме прогностичні моделі та моделі даних, щоб знаходити способи покращити повсякденне життя його громадян, причому мешканцям платитимуть за надсилання даних.
Передбачається, що там проживатиме 9 млн жителів за середньої щільності населення 260 тис. осіб на квадратний кілометр. Для порівняння, Маніла, найбільш густонаселене місто у світі в 2020 році, мало щільність 44 тис./км2.
Орієнтовна вартість будівництва складає $100–200 млрд, а за деякими оцінками сягає $1 трлн. Уряд Саудівської Аравії стверджує, що до 2030 року він створить 460 тис. робочих місць, стимулюватиме диверсифікацію економіки та внесок у внутрішній ВВП 180 млрд саудівських реалів.

## Історія
План Лінії оприлюднений 10 січня 2021 року спадковим принцом Саудівської Аравії Мухаммедом ібн Салманом у презентації, що транслювалася на державному телебаченні. Земельні роботи розпочалися в жовтні 2021 року, а перші мешканці мали заселитися протягом 2024 року. За оцінками 2022 року, першу фазу проєкту планувалося завершити в 2030 році. Керівництво проєкту зобов'язало всіх архітекторів, залучених до створення міста, підписати угоди про конфіденційність.
Ібн Салман, також голова ради директорів NEOM, опублікував анонс і рекламне відео 25 липня 2021 року, що призвело до ширшого висвітлення проєкту в ЗМІ. Це підняло питання щодо раціональності дизайну та екологічних проблем, зумовлених будівництвом. Критики були стурбовані тим, що будівництво витіснило корінне плем'я хувейтат, понад десяток членів якого були репресовані, і вплине на міграцію птахів.
У жовтні 2022 року кадри з дрона, опубліковані компанією аерозйомки Ot Sky, підтвердили, що будівництво Лінії триває, а земельні роботи відбуваються по всій довжині проєкту.
До березня 2023 року в модулі 43 Лінії було забито понад 4500 паль. Надалі роботи змістилися до забивання паль у модулях 45, 46 та 47, які розташовані на пристані в західному кінці міста. Щотижня на пристані відбувається розкопка близько 1 млн м3 ґрунту.
Пізніше план було переглянуто і до 2030 року довжина міста повинна скласти лише 1,5 км замість 170 км. Витрати на початку 2025 року сягнули $50 млрд, але більшість інфраструктури були на стадії планів або ранніх будівельних робіт. Головними проблемами виявилися розташування будівництва в спекотному кліматі, нестача робочої сили та складність логістики, зумисне хибні фінансові прогнози, котрі виправдовували завищені фінансові витрати.

## Оцінки проєкту
Фахівець із міської динаміки Рафаель Прієто-Куріель оцінив лінію як найгіршу можливу форму міста, позаяк за такої форми середня відстань між будь-якими двома випадковими людьми складає 57 км. Але якби місто мало форму кільця, то середня відстань зменшилася б до 2,9 км. Лінійна форма створює потребу в високошвидкісній залізниці, де потяги муситимуть робити часті зупинки. Як пояснив Прієто-Куріель, більшість міст мають близьку до круглої форму тому, що це раціонально. Також більшість міст розширюються поступово, тоді як заздалегідь сплановані міста часто не виправдовували очікувань. Головний позитивний аспект створення Лінії — це випробування нових архітектурних форм і технологій.
Архітектор Віні Маас висловив сумнів, що реальне місто Лінія буде схоже на показане в проєкті. Його конструкція перешкоджає різноманітності забудови, а суцільність стін погано впливає на циркуляцію повітря. Попри те він у цілому схвалив проєкт і зазначив, що міста в пустелі варто розвивати.
Старший радник New Urban Mobility Alliance Карлос Феліпе повідомив NPR, що «це рішення трохи нагадує бажання жити на Марсі». Мешкання в Лінії буде постійним життям у обмеженому штучному середовищі.
Філіп Олдфілд, керівник школи антропогенного середовища в Університеті Нового Південного Уельсу (UNSW), попередив, що викиди вуглекислого газу, пов'язані з будівництвом Лінії, «перевищать будь-які екологічні вигоди» і підрахував, що вони складуть понад 1,8 млрд тонн.
Німецька газета «Süddeutsche Zeitung» з'ясувала, що двоє відомих архітекторів припинили участь у проєкті через супутні проблеми з правами людини та екологією.